# Alken, Västmanland
Alken är en sjö i Sala kommun i Västmanland och ingår i Dalälvens huvudavrinningsområde.